# みみより!解説
『みみより!解説』（みみより!かいせつ）は、2024年4月1日からNHK総合で放送されている報道番組（ニュース解説）・教養番組である。
なお、前身番組の『くらし☆解説』（くらし きらりかいせつ）および『みみより!くらし解説』（みみより!くらしかいせつ）についても記載する。

## 概要
NHK総合では、1995年3月22日から2017年3月17日まで放送された『スタジオパークからこんにちは』内において「暮らしの中のニュース解説」というコーナーを設けていたが、番組の短縮に伴いコーナーが終了したため、2012年4月3日から『くらし☆解説』の番組名で新しいニュース解説番組として開始した。
開始当初は、毎日の暮らしが「きらり」と輝き、ニュース解説が役立つことを概念としており、番組名に含まれる「☆」の部分の読みである「きらり」はこれに基づいている。
当番組は主婦層を中心に視聴されるため、日常生活に関係する身近な問題点についてNHK解説委員が日替わり出演し、対話形式で番組が進行される。また、リアルタイム字幕放送が実施されている。
なお、同じNHK解説委員室制作のニュース解説番組として『時論公論』がある。

## 放送時間
※特記が無い限り、NHK総合における放送である。

### くらし☆解説
- 火曜日 - 金曜日：10時5分 - 10時15分（2012年4月3日 - 2021年3月18日）[2]
  - 2020年4月10日 - 7月7日は新型コロナウイルス感染症に伴い、10時の『NHKニュース』が拡大されたため、10時30分 - 10時40分に繰り下げ放送[13]。なお、7月7日は令和2年7月豪雨関連の『NHKニュース』が放送された関係でさらに20分繰り下がった[14]。

### みみより!くらし解説
全放送リスト
| 期 間                         | 放送時間      | 曜日    |
| ----------------------------- | ------------- | ------- |
| 2021年3月30日 - 2022年2月22日 | 10:05 - 10:15 | 火 - 金 |
| 2022年3月1日 - 3月11日        | 16:05 - 16:15 | 火 - 金 |
| 2022年3月15日 - 4月22日       | 14:50 - 15:00 | 火 - 金 |
| 2022年4月26日 - 5月27日       | 12:33 - 12:43 | 火 - 金 |
| 2022年6月2日 - 2023年3月17日  | 14:50 - 15:00 | 火 - 金 |
| 2023年4月4日 - 2024年3月29日  | 10:45 - 10:55 | 火 - 金 |

#### BS1
全放送リスト
| 期 間                         | 放送時間      | 曜 日       |
| ----------------------------- | ------------- | ----------- |
| 2021年3月30日 - 2023年3月17日 | 12:15 - 12:25 | 火 - 金     |
| 2023年4月7日 - 11月30日       | 7:50 - 8:00   | 水 - 金、月 |

- 総合の前日放送分（月曜日は前週金曜日放送分）の再放送[注 4]。

### みみより!解説
- 月曜日 - 木曜日：12時20分 - 12時28分（2024年4月1日 - ）[注 2][6]

## 出演者
- 岩渕梢[12]（フリー、NHK契約キャスター。2012年4月3日 - ）※2016年4月12日 - 9月2日は産休のため休演[15]。
  - 小林恵子（同上。2016年4月12日 - 9月2日、10月19日、2017年12月26日 - 28日）※岩渕の休演中、番組を担当[16]。
    - 2024年8月5日から16日までは岩渕の夏季休暇とみられる休演[注 5]により、以下のアナウンサーが代演した[17]。
      - 庭木櫻子（NHKアナウンサー。8月5日 - 8日[18]）
      - 池田伸子（同上。8月13日・16日[19]）
- NHK解説委員1人[12]（日替わり）
  - 通常はNHK放送センターのスタジオから出演するが、2020年8月21日からは、解説委員の所属する地方局のスタジオからリモート出演することもあった。

## キャラクター
みみちゃん（解説委員室のマスコット）
- 2021年度までは角帽をかぶったピンク色の姿であったが、2022年度からはデザインが変更され、茶色のミミズクに近い姿になった。
- 2024年度からは人形の姿で岩渕の席の横に座り、頭と翼を動かしながら鳴き声「ホッホーッ!?」を発するようになった。声は津田美波で[20]、明らかに人間が演じるキャラクターらしいものだった。
- 2025年度から（2025年3月31日・月曜日から）の声は、オープニングとエンディングでは2024年度と同じだが、解説中のあいづちはリアルなミミズクに近い、低い鳴き声「ホウホウ」などに変わった。

いずれも公式サイトで確認可能。

## テーマ曲

### くらし☆解説
- 小倉昌浩[注 6][21]